# Josep Torné Fornés
Josep Torné i Fornés (Barcelona, 1867 - ibídem 30 de gener de 1943) fou un gravador català.

## Biografia
Fill de Josep Torné i Brunet i Àngela Fornés Horta. Es casà amb Concepció Salvador Arasil amb la qual tingué tres filles: Àngela, Concepció i Maria.
Deixeble de Joaquim Furnó i Abad. Amplià estudis a París. Va ser professor de gravat de l'Institut Català de les Arts del Llibre de Barcelona durant els anys 1919 i 1932. Acabada la Guerra Civil va exercir de professor a l'Escola del Treball de la Diputació de Barcelona fins a l'any 1942.
Va treballar tant en el gravat de reproducció, per a publicacions com L'Art o La Ilustración, com en el gravat original per a edicions de bibliòfil, fent treballs per a editorials com Miquel Rius, Librería de los bibliófilos españoles. Es conserven obres seves en la Calcografía Nacional.
Entre les seves obres cal destacar el títol gravat destinat a ser entregat als premiats a l'Exposició Universal de Barcelona de l'any 1888 decorat amb una il·lustració seva, segons el dibuix de Dionís Baixeras i Verdaguer.
Un deixeble seu va ser Antoni Riba i Bracons.

## Premis
- 1887: Menció Honorifica en el Saló d'Artistes Francesos de París
- 1888: Medalla d'Or en l'Exposició Universal de Barcelona
- 1891: Diploma honorífic en l'Exposició General de les Belles Arts de la ciutat de Barcelona